# Thomas Bothwell Jeter

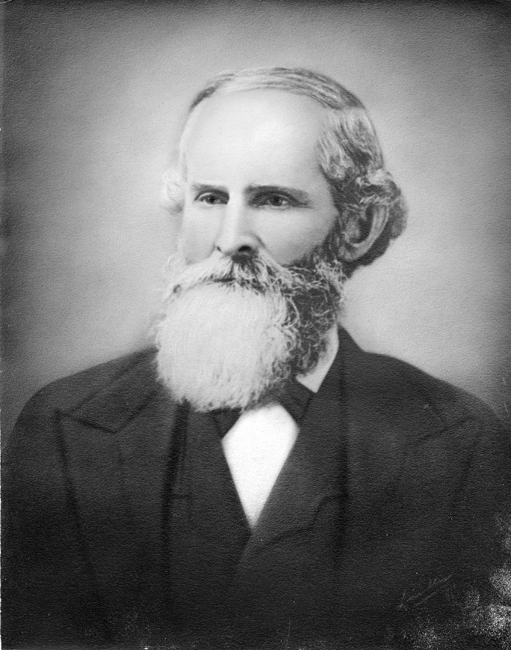
Thomas Bothwell Jeter

Thomas Bothwell Jeter (* 13. Oktober 1827 in Santuc, Union County, South Carolina; † 20. Mai 1883) war ein US-amerikanischer Politiker und 1880 Gouverneur von South Carolina.

## Frühe Jahre und politische Karriere
Thomas Jeter absolvierte 1846 das South Carolina College, die spätere University of South Carolina. Nach einem anschließenden Jurastudium wurde er 1848 als Rechtsanwalt zugelassen. In der Folge war er als Anwalt tätig, war aber auch gleichzeitig für mehr als ein Jahrzehnt Präsident der Eisenbahngesellschaft Spartanburg and Union Railroad. Jeters politische Karriere begann im Jahr 1856, als er in das Abgeordnetenhaus von South Carolina gewählt wurde. Während des Bürgerkriegs diente er als Hauptmann (Captain) in der Armee der Südstaaten. Nach dem Krieg war er zunächst wieder als Anwalt tätig. Zwischen 1872 und 1882 war er im Kongress seines Landes, dessen Präsident er bald wurde. Im Jahr 1878 wurde Gouverneur Wade Hampton III. für weitere zwei Jahre in seinem Amt bestätigt. Als Hampton im Februar 1879 von diesem Amt zurücktrat, um einen Sitz im US-Kongress zu übernehmen, wurde der bisherige Vizegouverneur William Dunlap Simpson sein Nachfolger. Als Präsident des Senats war Jeter nun der zweite Mann hinter Gouverneur Simpson. Am 1. September 1880 trat auch Simpson als Gouverneur zurück, um Oberster Richter (Chief Justice) in South Carolina zu werden. Damit fiel Jeter das Amt des Gouverneurs zu, der die von seinen beiden Vorgängern begonnene Amtszeit bis zum 30. November 1880 beenden sollte. In diesen drei Monaten konnte er aber keine neuen politischen Akzente für South Carolina setzen.

## Lebensabend
Bis 1882 blieb Jeter im Senat seines Landes. Danach war er bis zu seinem Tod im Mai 1883 Mitglied des Eisenbahnausschusses von South Carolina. Thomas Jeter war mit Ann Henderson Thompson verheiratet.